# Ascogaster consobrina
Ascogaster consobrina är en stekelart som beskrevs av Curtis 1837. Ascogaster consobrina ingår i släktet Ascogaster och familjen bracksteklar. Arten är reproducerande i Sverige. Inga underarter finns listade.